# A Guide Book of United States Coins
Sách Hướng dẫn về Tiền xu Hoa Kỳ (The Official Red Book), do R. S. Yeoman biên soạn lần đầu tiên vào năm 1946, là sách hỗ trợ cho những người sưu tập tiền xu Hoa Kỳ, được giới sưu tập tiền xu gọi chung là Sách Đỏ. Cuốn sách này được nhiều lần trích dẫn, giới thiệu bởi các chuyên gia trong ngành hóa tệ học. Quyển sách này là quyển sách bán chạy nhất về chủ đề tiền xu Hoa Kỳ nói riêng và tiền xu nói chung. Nó cũng nằm trong nhóm những quyển sách phi hư cấu bán chạy nhất tại Hoa Kỳ.
Ngoài Sách Đỏ, một ấn bản khác cũng được phát hành, với tên gọi Sách Xanh. Hai quyển sách này được gọi vì màu sắc bìa của chúng và cả hai đều được phát hành mỗi năm (Sách Đỏ không phát hành năm 1950), với năm trên bìa là năm sau của năm phát hành. Chỉ vài năm sau khi phát hành, quyển sách nhanh chóng chiếm đạt vị thế là một trong mười quyển sách bán chạy nhất lịch sử, theo Hiệp hội Hóa tệ học Hoa Kỳ.

## Lịch sử
Sách Hướng dẫn về Tiền xu Hoa Kỳ lần đầu tiên được phát hành vào năm 1946 và được cập nhật và ra mắt ấn bản mới mỗi năm một lần (trừ năm 1950). Nội dung quyển sách được Stuart Mosher và các cộng sự biên soạn dưới sự chỉ đạo của R.S.Yeoman. Hàng năm, quyển sách được góp phần cập nhật bởi các đại lý tiền xu cũng như các nhà nghiên cứu hóa tệ học có kinh nghiệm. Phiên bản đầu tiên của Sách Đỏ, in vào tháng 11 năm 1946 với 9.000 quyển. Với sự đón nhận bất ngờ từ công chúng, tháng 2 năm 1947, 9.000 bản mới được in thêm. Phiên bản thứ hai được in 22.000 bản. Số lượng sách bán ra đạt đỉnh với phiên bản sách thứ 18 đề năm 1965, với 1.200.000 bản in được phát hành, song hành với sự bùng nổ của thị trường tiền xu. Sách Đỏ nhanh chóng trở thành một trong mười quyển sách bán chạy nhất mọi thời đại và chỉ trong vài năm đã thay thế cuốn sách Standard Catalogue of United States Coins, mang vị thế của một quyển sách tham khảo "phải có" của giới sưu tập. Song song với sách đỏ, Sách Xanh về Tiền xu Hoa Kỳ cung cấp giá bán buôn, giá trị đồng xu mà đại lý tiền xu sẽ trả cho người bán, khác với sách đỏ cung cấp giá bán lẻ cho từng đồng xu. Sách Xanh ra đời trước đó vào năm 1942.

## Nội dung
Sách Đỏ liệt kê giá bán lẻ của tất cả các đồng xu Hoa Kỳ từ các đồng xu thời thuộc địa đến các đồng xu đang lưu hành tại Hoa Kỳ. Thông tin của các đồng xu này gồm năm phát hành và cục đúc tiền, các loại biến thể quan trọng. Ngoài ra, nội dung quyển sách cũng đề cập đến các đồng xu kỷ niệm, các set tiền của các cục đúc (mint set) và bộ tiền đúc theo năm cho giới sưu tập (proof set), các đồng tiền xu kim loại quý (bullion coin) cũng như các loại tiền kim loại quan trọng của Hoa Kỳ, vàng tư nhân và các loại tiền của các lãnh thổ, các token phát hành trong Thời kỳ Khó khăn và token Nội chiến Hoa Kỳ. Các nội dung khác bao gồm các đồng tiền của Liên minh miền Nam Hoa Kỳ, token và tiền xu của Hawaii, các đồng xu của Philippines (thời thuộc Mỹ) và token Alaska. Mỗi đồng xu như thế được liệt kê theo năm-cục đúc, chất lượng đồng xu và tổng sản lượng đúc cho mỗi loại. Mỗi đồng xu như thế được liệt kê theo năm-cục đúc, chất lượng đồng xu và tổng sản lượng đúc cho mỗi loại.
Các đồng xu được cung cấp giá bán lẻ đồng xu và cung cấp thông tin cơ bản về việc đánh giá chấm điểm chất lượng của chúng. Ngoài ra, quyển sách còn có bảng chú giải thuật ngữ hóa tệ học, thông tin cơ bản về tất cả các seri tiền xu Hoa Kỳ cũng như lịch sử sơ lược về việc đúc tiền tại quốc gia này. Theo nhà xuất bản Whitman, cũng chính là nhà xuất bản của quyển sách, phiên bản sách thứ 76 đề năm 2023 (gáy xoắn) gồm 472 trang, trên 2.000 hình ảnh, 7600 loại xu được liệt kê với tổng cộng 32.000 giá tham khảo.

## Đón nhận
Sách Hướng dẫn về Tiền xu Hoa Kỳ là một quyển sách được giới thiệu rộng rãi cho giới sưu tập, kể cả người chưa có kinh nghiệm lẫn nhà sưu tập chuyên nghiệp. Quyển sách được xem là tài liệu tham khảo tiêu chuẩn cho người mới bắt đầu sưu tập tiền xu Hoa Kỳ. Bản thân quyển sách này cũng có giá trị sưu tập cho những người đam mê hóa tệ học.
Tính đến năm 2020, Sách Đỏ Tiền xu là quyển sách bán chạy nhất của Nhà xuất bản Whitman về ngành Hóa tệ học, với hơn 24 triệu bản in đã được bán. Theo số liệu công bố của nhà xuất bản, đã có hơn 25 triệu bản in Sách Đỏ được bán ra. Quyển sách là một trong những quyển sách phi hư cấu bán chạy nhất trong lịch sử Hoa Kỳ. Quyển sách này cũng là quyển sách bán chạy nhất về tiền xu Hoa Kỳ. Theo PCGS, Sách Đỏ là quyển sách về tiền xu bán chạy nhất trong lịch sử, đánh giá quyển sách đã góp phần bình dân hóa ngành hóa tệ học, từ chỗ là thú vui tiêu khiển của giới học giả và giàu có trở thành đam mê của người Mỹ bình thường.

## Định dạng sách
Sách ban đầu được thiết kế với dạng bìa cứng màu đỏ, và sau này nhiều phiên bản khác nhau ra đời: gáy xoắn, gáy xoắn ẩn, khổ lớn và cả phiên bản điện tử. Sách in màu trên giấy bóng, dày khoảng 400 trang với các đồng xu được in theo đúng kích thước của chúng. Theo nội dung trong chính quyển sách (phiên bản đề năm 2016), các phiên bản chính của chúng như sau:
- Phiên bản bìa cứng
- Phiên bản bìa mềm (1993-2007)
- Phiên bản bìa mềm gáy xoắn (1997-nay)
- Phiên bản bìa cứng gáy xoắn (2008-nay)
- Phiên bản "Nhật ký" (2009)
- Phiên bản Sách Khổ lớn (2010-nay)
- Phiên bản Sách bìa da (Ấn bản Giới hạn; 2005-nay)